# Kałmanka
Kałmanka (ros.  Калманка) – wieś na terenie wchodzącego w skład Rosji syberyjskiego Kraju Ałtajskiego.
Miejscowość położona jest w odległości ok. 45 km na południe od stolicy kraju – miasta Barnauł i jest ośrodkiem administracyjnym rejonu kałmańskiego.